# 伊利湖

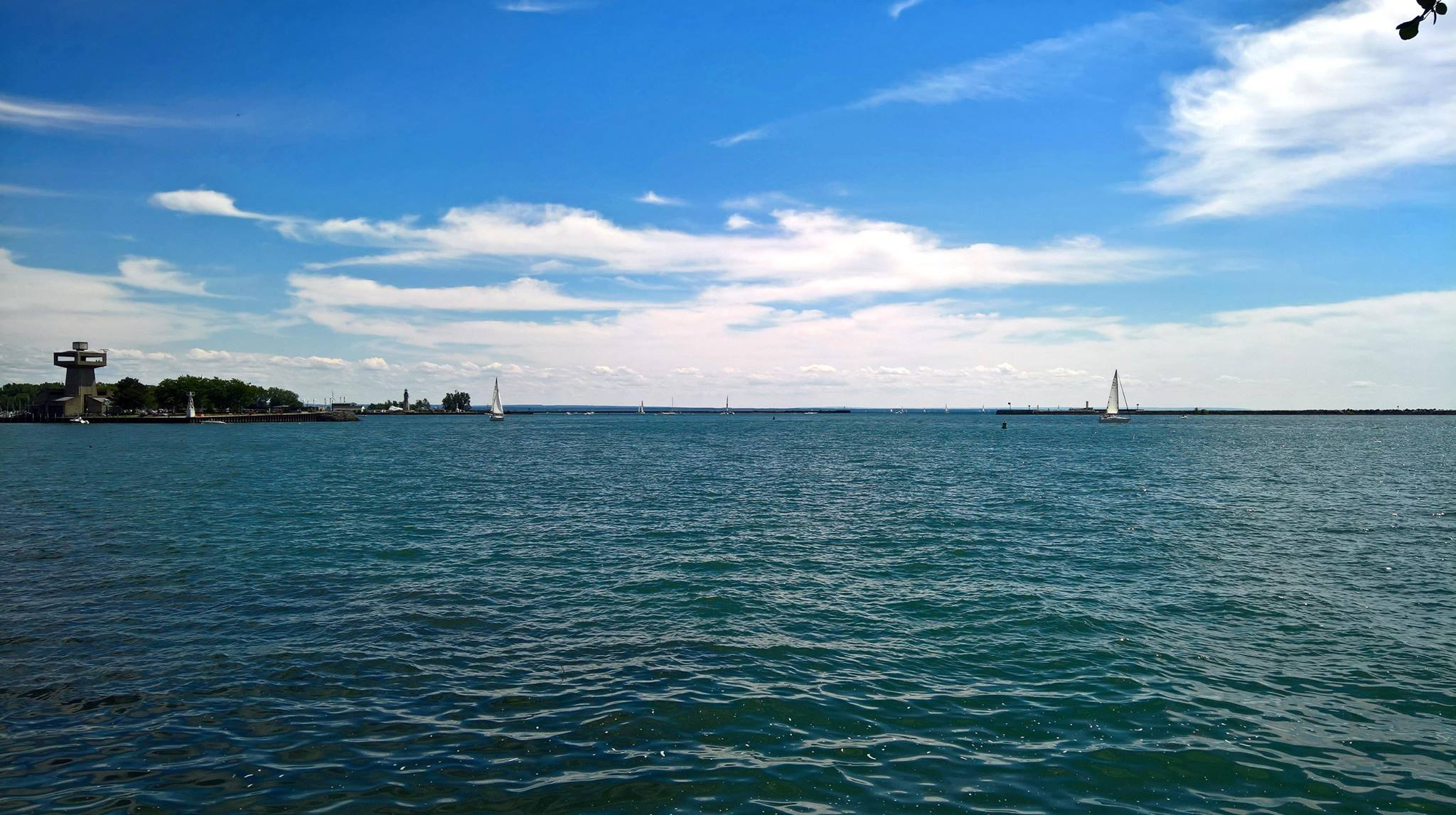
從纽约州水牛城眺望伊利湖

伊利湖（英語：Lake Erie）是北美洲五大湖之一，也是世界第十三大湖。伊利湖的名字来源于原在南岸定居的同名印第安部落。

## 地理
伊利湖的面积有24,000平方公里，平均深度19米，蓄水量483立方公里。底特律河（Detroit River）将休伦湖水导向这里，而尼亚加拉河（Niagara River）经尼亚加拉瀑布将湖水引入安大略湖。湖的南岸是美国的俄亥俄州、宾夕法尼亚州和纽约州，西岸是密歇根州，北岸是加拿大的安大略省。

## 沿岸主要城市
- 纽约州的水牛城
- 宾夕法尼亚州的伊利
- 俄亥俄州的托莱多
- 密歇根州的门罗
- 俄亥俄州的克里夫蘭
- 俄亥俄州的洛蘭